# Culex kompi
Culex kompi är en tvåvingeart som beskrevs av Jose Valencia 1973. Culex kompi ingår i släktet Culex och familjen stickmyggor.
Artens utbredningsområde är Colombia. Inga underarter finns listade i Catalogue of Life.